# Biblioteca Virtual Galega
A Biblioteca Virtual Galega, também conhecida pelas siglas BVG, é uma biblioteca digital da Universidade da Corunha e a deputação provincial, acessível através da Internet, estreada no ano 2002.

## Descrição
Feita por especialistas em Filosofia Galego-Portuguesa (dirigidos por Pilar García Negro) e Informática (dirigidos por Nieves Rodríguez Brisaboa), conta com um amplo leque de autores e títulos e tem os objetivos de:
- Difundir a literatura galega.
- Oferecer a escritores e escritoras um novo canal de publicação.
- Facilitar a comunicação entre o público leitor e os escritores e escritoras.
- Possibilitar que novos valores se dêem a conhecer.
- Apoiar qualquer forma de manifestação artística galega.
- Contribuir à normalização da língua e culturas galegas.

## Autores
Os conteúdos do website são biografias e fragmentos de obras, em formato texto e mesmo gravações de som e vídeo, de perto de 370 autores e autoras galegos:
Xoán Abeleira

Xosé Agrelo Hermo

Xavier Alcalá

Marilar Aleixandre

Fran Alonso

Xesús Alonso Montero

Xosé M.ª Álvarez Blázquez

Alfonso Álvarez Cáccamo

Celso Álvarez Cáccamo

Xosé M.ª Álvarez Cáccamo

Francisco Álvarez de Nóvoa

Sabela Álvarez Núñez

Manuel Álvarez Torneiro

Luís Amado Carballo

Diego Ameixeiras

Anxo Angueira

Francisco Añón

Vicente Araguas

Xela Arias

Azucena Arias Correa

Ramón Armada Teixeiro

Avilés de Taramancos

Xoán Babarro

Tomás Barros

Xosé Manuel Beiras

Ben-Cho-Shey

Kike Benlloch

Xoán Bernárdez Vilar

Carmen Blanco

Concha Blanco

Eduardo Blanco Amor

Roberto Blanco Torres

Borobó

Xurxo Borrazás

Fermín Bouza-Brey

Lino Braxe

Xosé Manuel Cabada

Darío Xohán Cabana

Ramón Cabanillas

Tucho Calvo

Marica Campo

Xosé Carlos Caneiro

María Canosa

Johán Carballeira

Paula Carballeira

Francisco Carballo

Pepe Carballude

Ramón Caride Ogando

Leandro Carré Alvarellos

Valentín Carrera

Xavier Carro

Ricardo Carballo Calero

Uxía Casal

Fina Casalderrey

Carlos Casares

Álvaro das Casas

Arturo Casas

Yolanda Castaño

Castelao

Francisco Castiñeira

Francisco Castro Veloso

Rosalía de Castro

Xavier Castro

Manuel Catoira

Laura Caveiro

Celso Emilio Ferreiro

Diego Antonio Cernadas

Xosé Chao Rego

Chumín de Céltegos

Amadeo Cobas

Alfredo Conde

Xosé de Cora

Xabier Cordal

José Cornide

José Alberte Corral Iglesias

Daniel Cortezón

Antón Cortizas

Xosé María Costa

Xavier Costa Clavell

Armando Cotarelo Valledor

Emma Couceiro

Xosé Ramón Crecente Vega

Xoán R. Cuba

Florentino López Cuevillas

Álvaro Cunqueiro

César Cunqueiro

Cura de Fruíme

Manuel Curros Enríquez

Beatriz Dacosta

Marta Dacosta

Raúl Dans

Manuel Darriba

Filomena Dato Muruais

Florencio Delgado Gurriarán

Nicomedes Pastor Díaz

Xosé María Díaz Castro

Isaac Díaz Pardo

Lois Diéguez

Uxío-Breogán Diéguez

Rafael Dieste

Manuel Diz Ramos

X. Antón L. Dobao

Xabier P. Docampo

Francisco Domínguez Romero

Afonso Eiré

Estíbaliz Espinosa

Eduardo Estévez

Neves Estévez

Antonio Bieito Fandiño

Gabriel Feixó de Araúxo

Miguel Anxo Fernán-Vello

C. Fernández de la Vega

Fco. Fernández del Riego

Marcelino Fernández Mallo

Francisco X. Fernández Naval

Agustín Fernández Paz

Remedios Fernández Romero

Isaac Ferreira

Celso Emilio Ferreiro

Manuel Ferreiro Fernández

Xosé Luís Méndez Ferrín

Xesús Ferro Couselo

Moncho de Fidalgo

Adela Figueroa

Xosé Filgueira Valverde

Ánxel Fole

Manuel Forcadela

Antom Fortes Torres

Modesto Fraga

Xesús Fraga

Xavier Franco Alonso

Xosé Luis Franco Grande

Víctor F. Freixanes

Xosé Ramón Freixeiro Mato

Xavier Frías Conde

Manuel García Barros

Raimundo García "Borobó"

María Pilar García Negro

Salvador García-Bodaño

Xoán Carlos Garrido Couceiro

Lupe Gómez

Joel R. Gômez

M.ª del Mar Gómez Fernández

Camilo Gonsar

Xoán Xesús González

Xesús González Gómez

Luís González Tosar

Xoán González-Millán

Ánxela Gracián

Bernardino Graña

Antón Grande

Ernesto Guerra da Cal

João Guisan Seixas

Francisca Herrera Garrido

Francisco María de la Iglesia

Aquilino Iglesia Alvariño

Bieito Iglesias

Serxio Iglesias

Emílio Xosé Ínsua

Santiago Jaureguizar

Joan de Cangas

Ken Keirades

M.ª do Carme Kruckenberg

Heidi Kühn-Bode

María Lado

Arcebispo Lago

Xavier Lama

Valentín Lamas Carvajal

Margarita Ledo Andión

Manuel Leiras Pulpeiro

Amancio Liñares Giraut

Gonzalo López Abente

Antonio López Ferreiro

Xabier López López

Xavier López Rodríguez

Arcadio López-Casanova

Xaquín Lorenzo

Eusebio Lorenzo Baleirón

Antón Losada Diéguez

Ramón Loureiro

Carlos Loureiro Rodríguez

Manuel Lourenzo

Manuel Lourenzo González

Narciso Luaces Pardo

Manuel Lugrís Freire

Xosé Luna Sanmartín

Lourdes Maceiras

Bernardo Máiz

Manuel Antonio

Manuel María

Amador Marán

María do Cebreiro

Jenaro Marinhas

María Mariño

Ramón Mariño Paz

Paco Martín

Martín Codax

X. M. Martínez Oca

Carlos Paulo Martínez

X. L. Martínez Pereiro

Vicente Martínez Risco

Ricardo Martínez-Conde

Sebastián Martínez-Risco

Miguel A. Mato Fondo

Meendinho

Carlos Mella

Xosé Luís Méndez Ferrín

Franck Meyer

Xosé M. Millán Otero

Minus-bálido

Raquel Miragaia

Anisia Miranda

Xosé Miranda

Alberte Momán

Xosé Monteagudo

Amador Montenegro

José-Maria Monterroso

Eva Moreda

María Victoria Moreno

Roque Morteiro

Carlos Mosteiro

Teresa Moure

Miguel Anxo Mouriño

Miguel-Anxo Murado

Manuel Murguía

Gonzalo Navaza

Carlos Negro

Xoán Neira López

Xosé Neira Vilas

Alexandre Nerium

Antonio Noriega Varela

Lucía Novas

Isidro Novo

Olga Novo

Uxío Novoneyra

Manuel Núñez Singala

Ramón Otero Pedrayo

Padre Sarmiento

Pilar Pallarés

Xulio Pardo de Neyra

Chus Pato

Xabier Paz

Valentín Paz-Andrade

Emma Pedreira

Ánxeles Penas

Aureliano Pereira

Manuel Pereira Valcárcel

Lois Pereiro

Paulino Pereiro

Nacho Pérez

Victorino Pérez Prieto

Gustavo Pernas Cora

Xavier Picallo

Millán Picouto

Francisco Pillado Mayor

Luís Pimentel

Ramón Piñeiro

Xoán Manuel Pintos

Xesús Pisón

Emilio Pita

Eduardo Pondal

Carlos Posada

Avelino Pousa Antelo

Luz Pozo Garza

Xavier Prado "Lameiro"

Xavier Queipo

Mercedes Queixas Zas

María Xosé Queizán

Xaime Quintanilla

Xerardo Quintiá

Xabier Quiroga

Xesús Rábade Paredes

Henrique Rabuñal

X. R. Fernández-Oxea

Conchi Regueiro

Anxo A. Rei Ballesteros

Luís Rei Núñez

Antonio Reigosa

Carlos G. Reigosa

María Reimóndez

Xulio Ríos

Xosé Lois Ripalda

Vicente Martínez Risco

X. H. Rivadulla Corcón

Manuel Rivas

Xosé Manuel Rivas

Antón Riveiro Coello

Manoel Riveiro Loureiro

Elvira Riveiro Tobío

J. R. Rodrigues Fernandes

Eladio Rodríguez González

Francisco Rodríguez

Xavier Rodríguez Baixeras

Xavier Rodríguez Barrio

Afonso Rodríguez Castelao

Claudio Rodríguez Fer

Fernando Rodríguez Gómez

Manuel Rodríguez López

Xesús Rodríguez López

Alfonso Rodríguez Rodríguez

Ana Romaní

Marga Romero

Medos Romero

Rosalía de Castro

Concha Rousia

Francisco Rozados "Rochi"

Euloxio R. Ruibal

Xoán Antonio Saco Arce

Roberto Salgueiro

Galo Salinas

Francisco Salinas Portugal

Xesús San Luís Romero

Cesáreo Sánchez

Gloria Sánchez

Miguel Sande

Antón Santamarina

Xosé Luís Santos Cabanas

Padre Sarmiento

Luís Seoane

Xavier Seoane

José Sousa Jiménez

Miguel Suárez Abel

Carlos Taibo

Nacho Taibo

Victoriano Taibo

Avilés de Taramancos

Anxo Tarrío

Laura Tato Fontaíña

Francisco Taxes

Lois Tobío Fernández

Suso de Toro

Xelís de Toro

Xohana Torres

Antón Tovar

trobadores

Manuel Uhía Lima

Pablo Vaamonde

Marga do Val

Xulio L. Valcárcel

Ramón de Valenzuela

Avelina Valladares

Marcial Valladares

Xaquín del Valle-Inclán

Vítor Vaqueiro

Lorenzo Varela

Montse Varela

Daniel Varela Buxán

Dora Vázquez

Pura Vázquez

Vázquez Chantada

Xosé Vázquez Pintor

Enrique Vázquez Pita

Paulino Vázquez Vázquez

Eva Veiga

Manuel Veiga

Carlos Velasco

Xerardo Vidal Rivas

Francisco A. Vidal

Rosa Vidal Vázquez

Roberto Vidal Bolaño

Miguel Vila Pernas

Xabier Vila-Coia

Antón Villar Ponte

Ramón Villar Ponte

Dolores Vilavedra

Luísa Villalta

Miro Villar

Helena Villar Janeiro

Xoán Vicente Viqueira

Xocas

### Outros artigos
- Galiciana. Patrimonio Dixital de Galicia
- Biblioteca Virtual Miguel de Cervantes